# 장옷

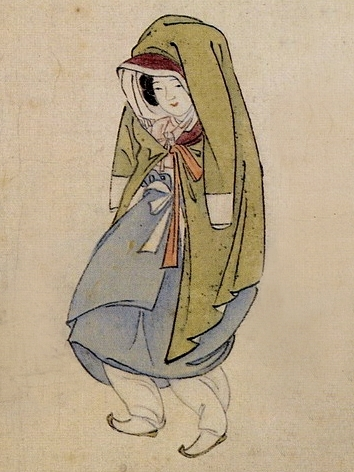
신육복의 이승영기(尼僧迎妓)에서 장옷

장옷 혹은 장의(長衣)는 여성들이 착용했던 쓰개의 일종으로서 부녀자의 얼굴을 가리려 했던 풍속에서 유래된 의복이다. 비슷한 것이 쓰개치마인데 구분이 조금 어렵다. 혜원 신윤복이 그린 〈 장옷 입은 여인 〉과 〈 처네 쓴 여인 〉에는 얼굴 가리개의 두 종류가 명확하게 대비되어 있다. 윗저고리를 변형한 것처럼 소매가 달리고 동정까지 있는, 두루마기와 비슷한 모양의 가리개가 장옷이고, 단순히 치마를 둘러쓴 것 같은 모양이 일명 쓰개치마라고 생각하면 된다.
장옷은 남자두루마기와 비슷한 모양으로, 바탕은 주로 초록색 명주, 소매 아래에는 흰색 옷감을 써 구분했으며 겨드랑이와 옷고름 및 깃도 옷감을 달리했다. 개화기가 되면서 여성들의 의복 변화 중 처음 일어난 것이 장옷과 쓰개 벗기로서 의복 개량 논의와 함께 처음에는 검정 우산을 쓰거나 양산을 써서 얼굴을 가렸던 것으로 알려져 있다.
쉽게 말해 얼굴을 가리는 외투의 기능을 장옷이 했으므로 그리 무겁지 않은 소재로 만들어 얼굴을 가리고 다닐 수 있도록 만들어졌으며 이는 상하층 구분 없이 모든 여성에게 적용되어 속박의 역할을 하기도 했다.

## 사진 자료

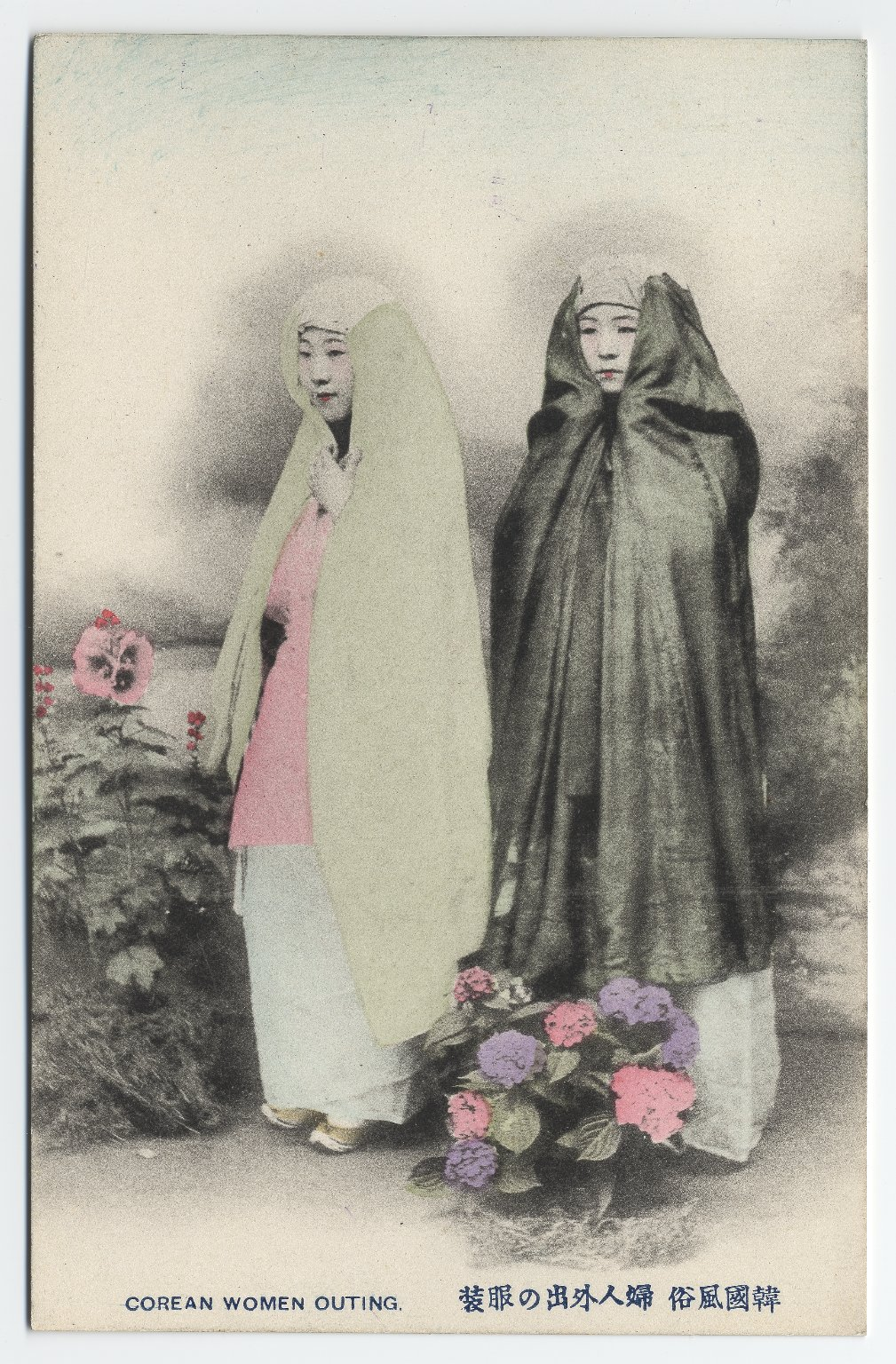
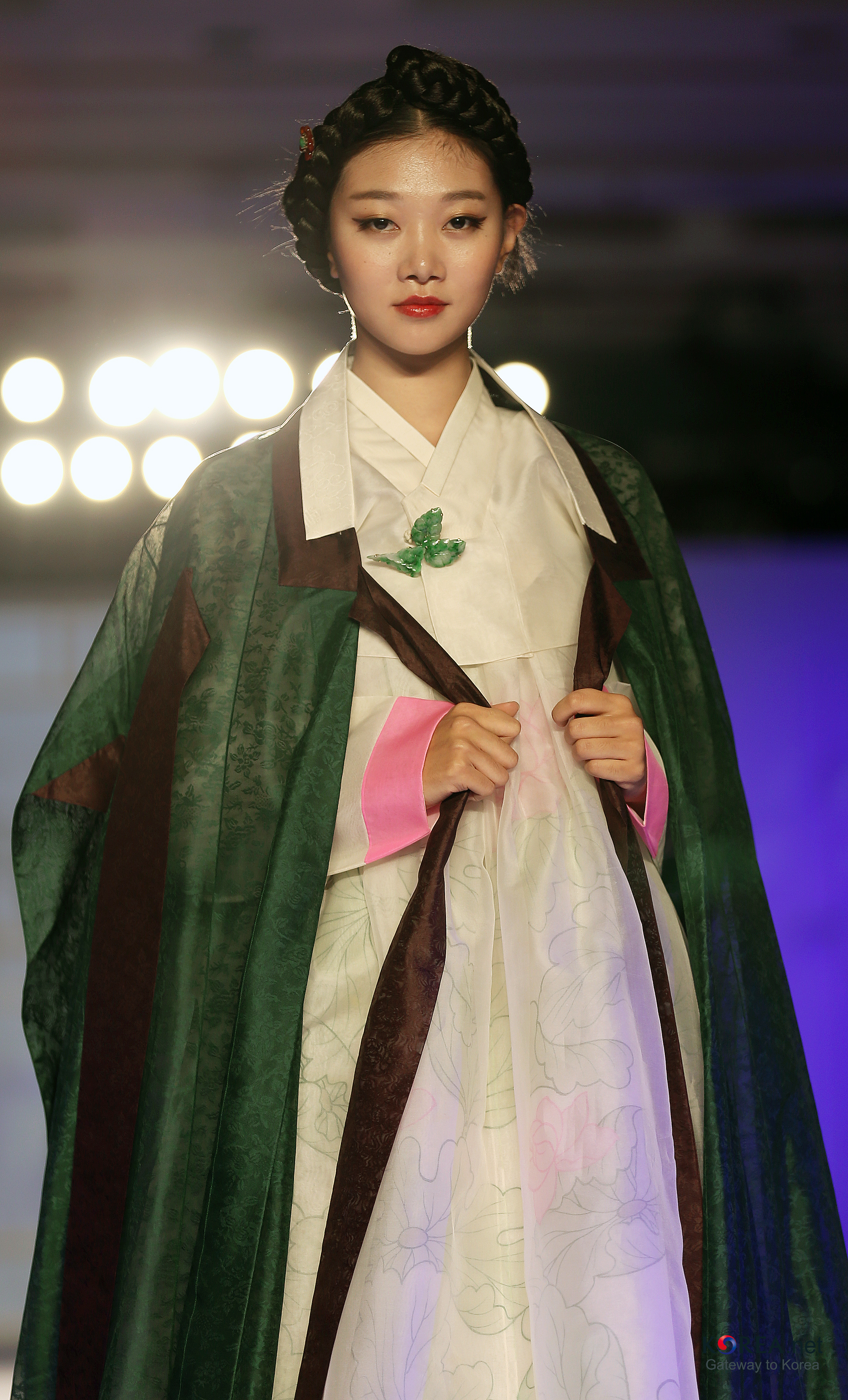
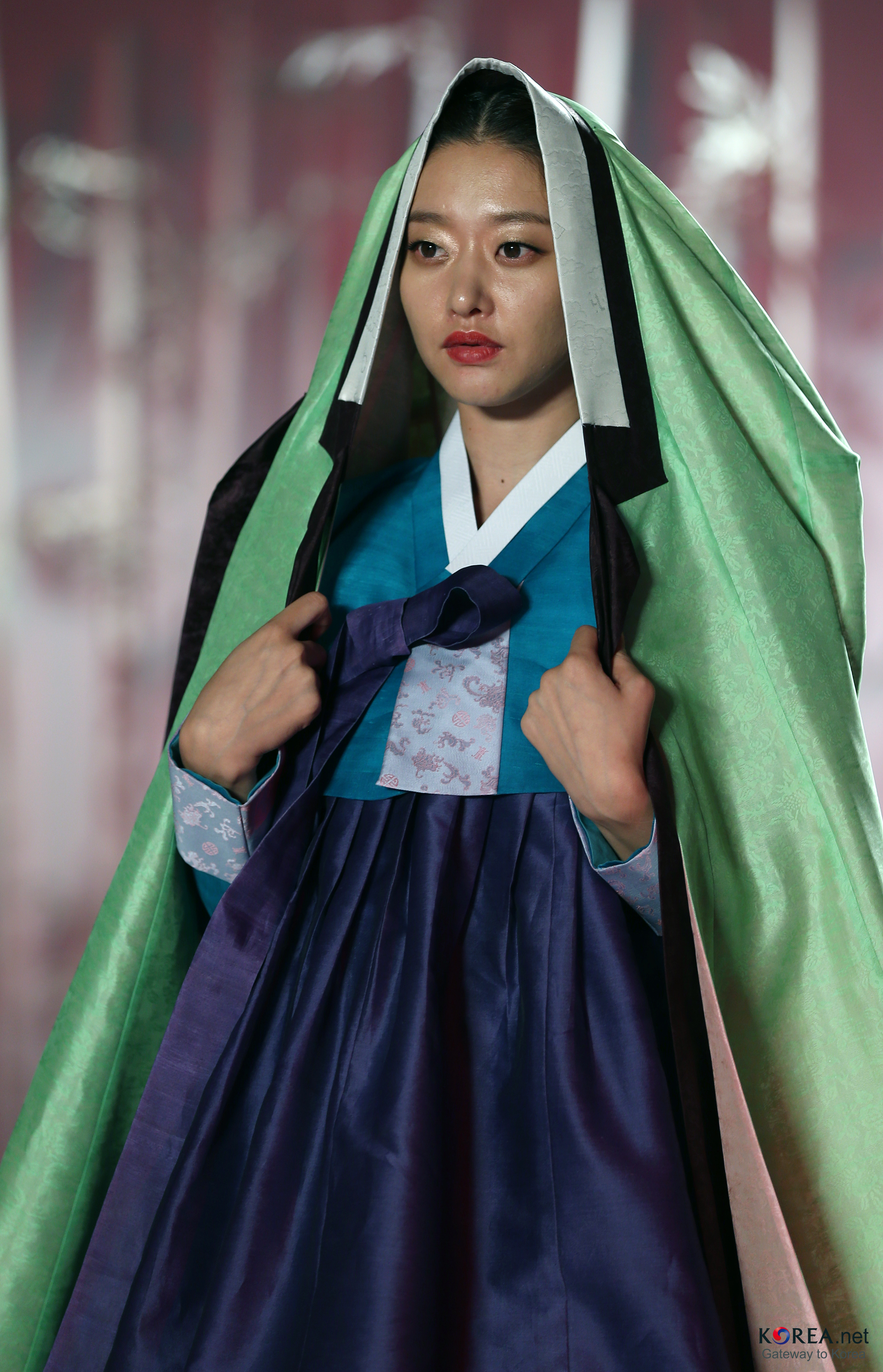
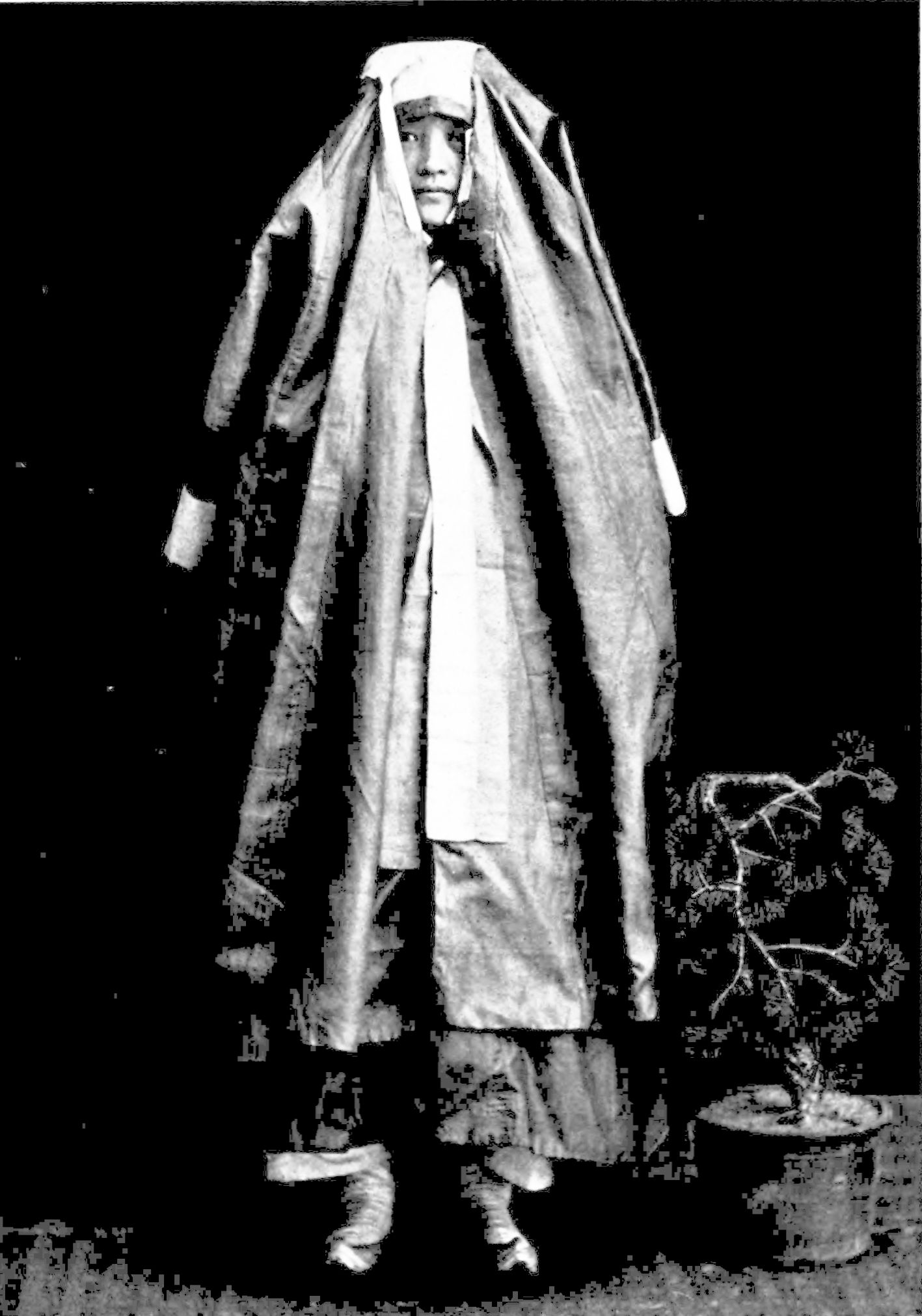
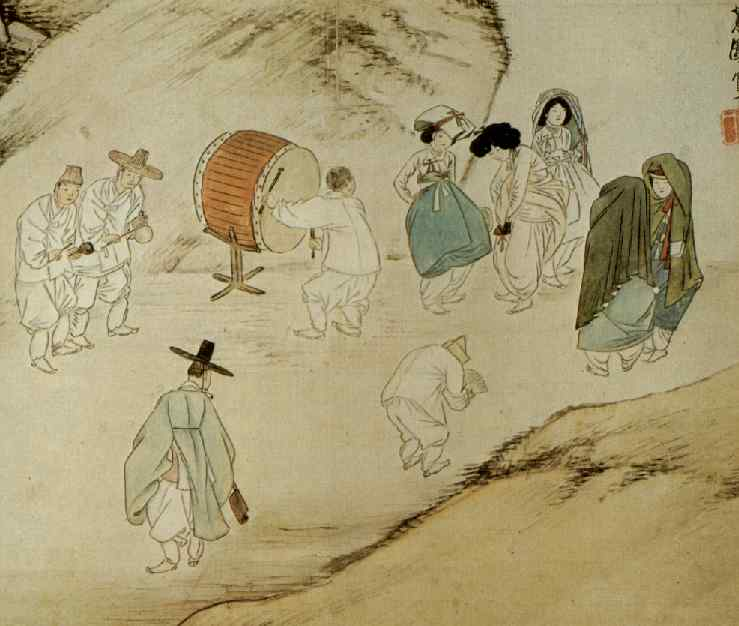
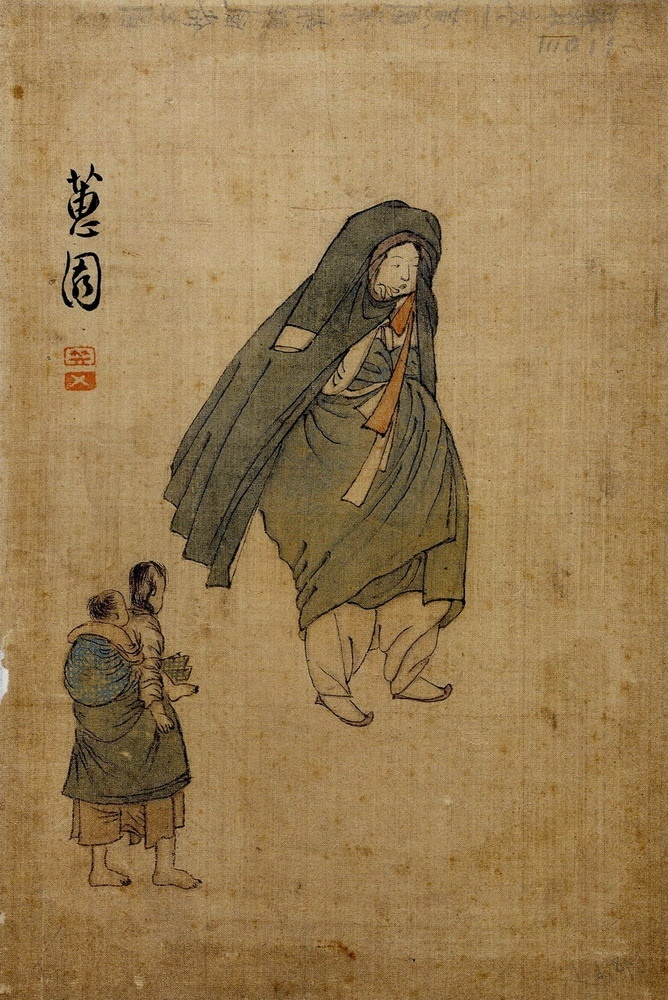
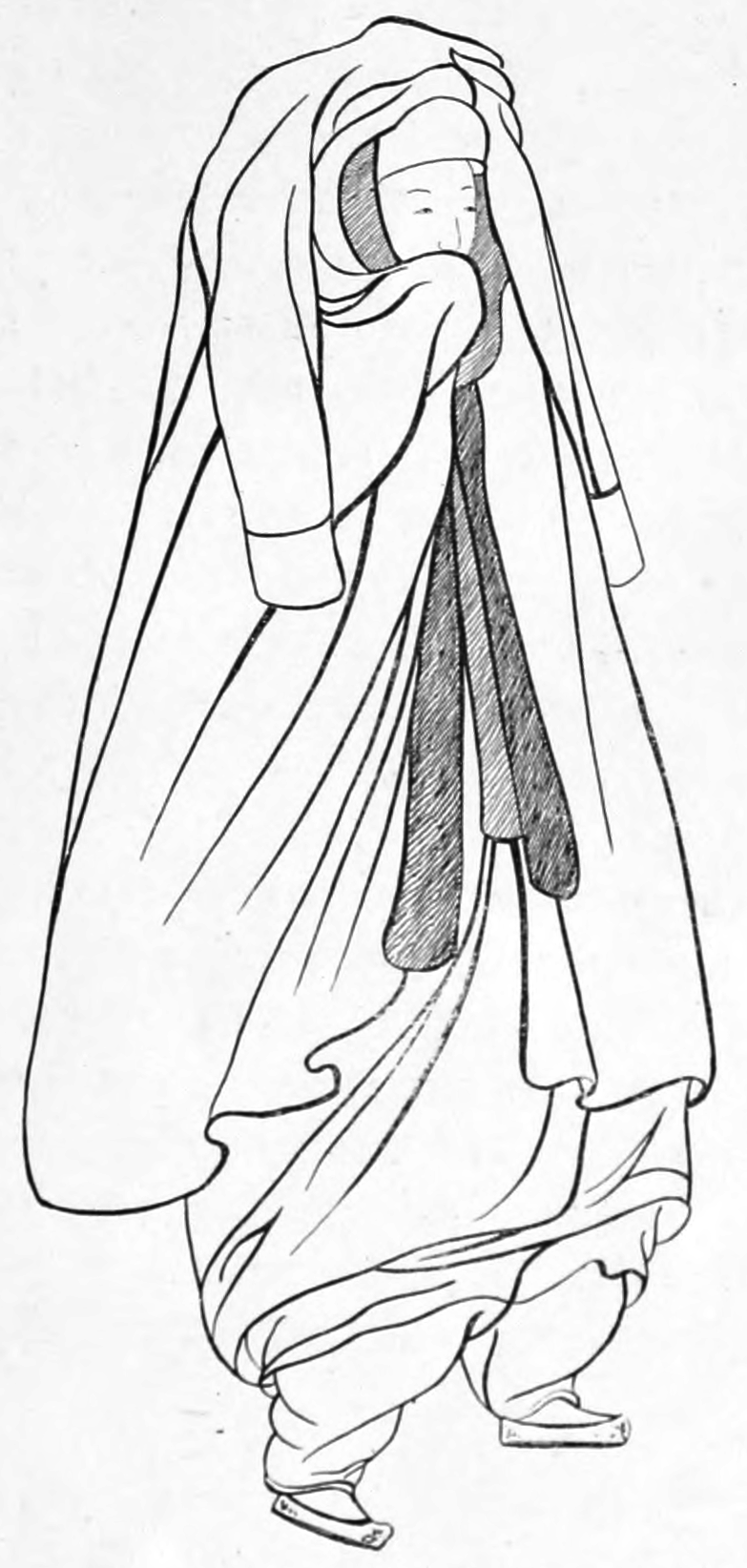
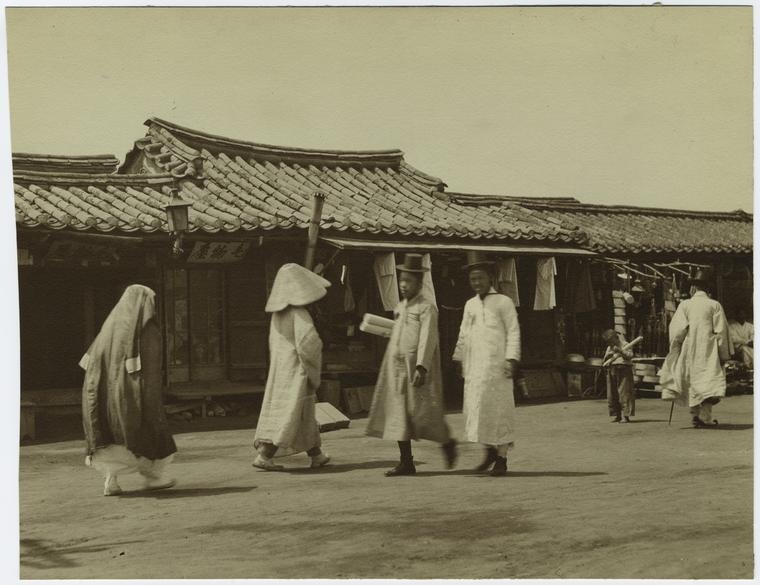

## 같이 보기
- 바지 (한복)
- 차도르
- 당의
- 활옷
- 히잡
- 원삼